# Lobophytum anomolum
Lobophytum anomolum är en korallart som beskrevs av Li 1984. Lobophytum anomolum ingår i släktet Lobophytum och familjen läderkoraller. Inga underarter finns listade i Catalogue of Life.